# Historique de la draft des Knicks de New York
Le tableau suivant établit l'historique des sélections de la draft des Knicks de New York, au sein de la National Basketball Association (NBA). 

## Légende
|  | Joueur intronisé au Basketball Hall of Fame          |
|  | Joueur sélectionné en premier choix lors de sa draft |
|  | Joueur ayant participé au NBA All-Star Game          |

## Sélections

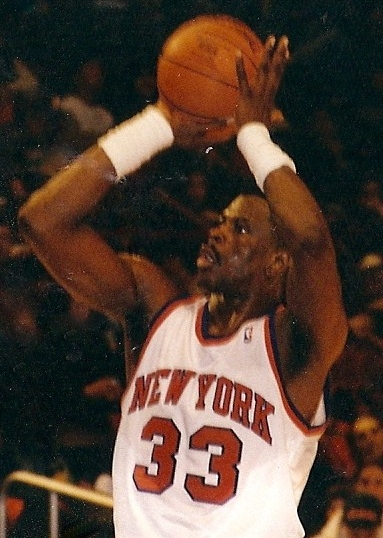
Patrick Ewing, sélectionné en 1985.

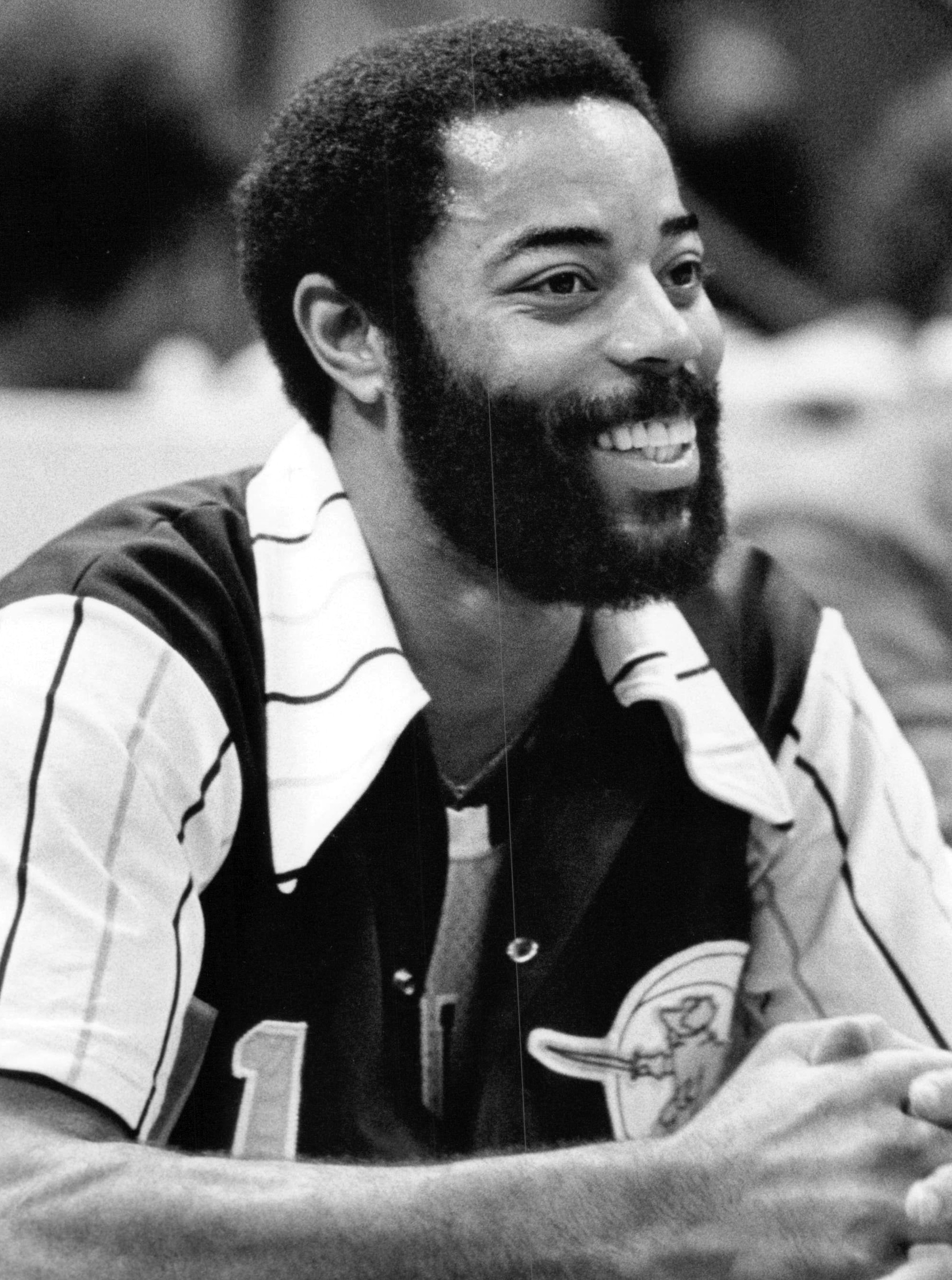
Walt Frazier, sélectionné en 1967.

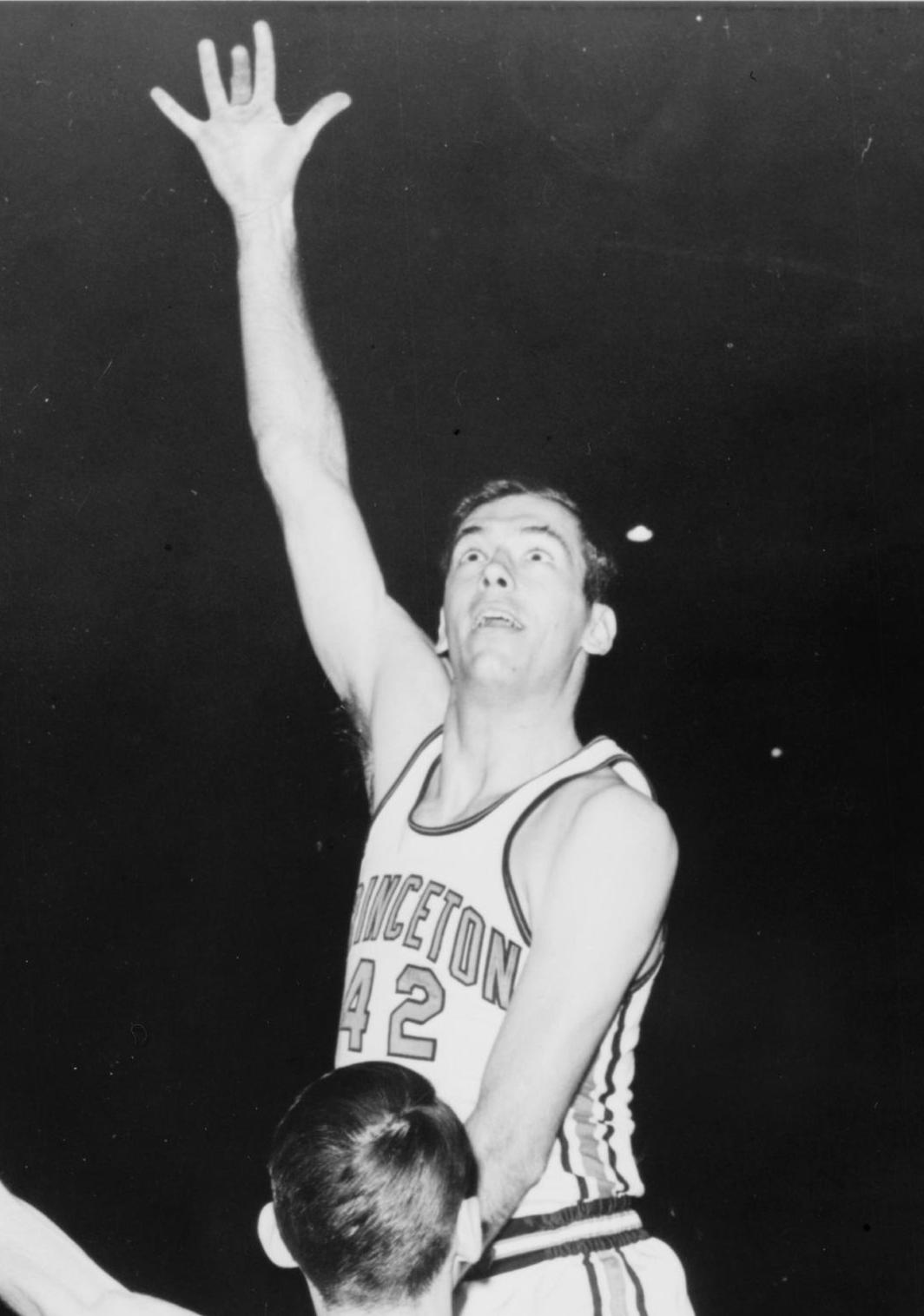
Bill Bradley, sélectionné en 1965.

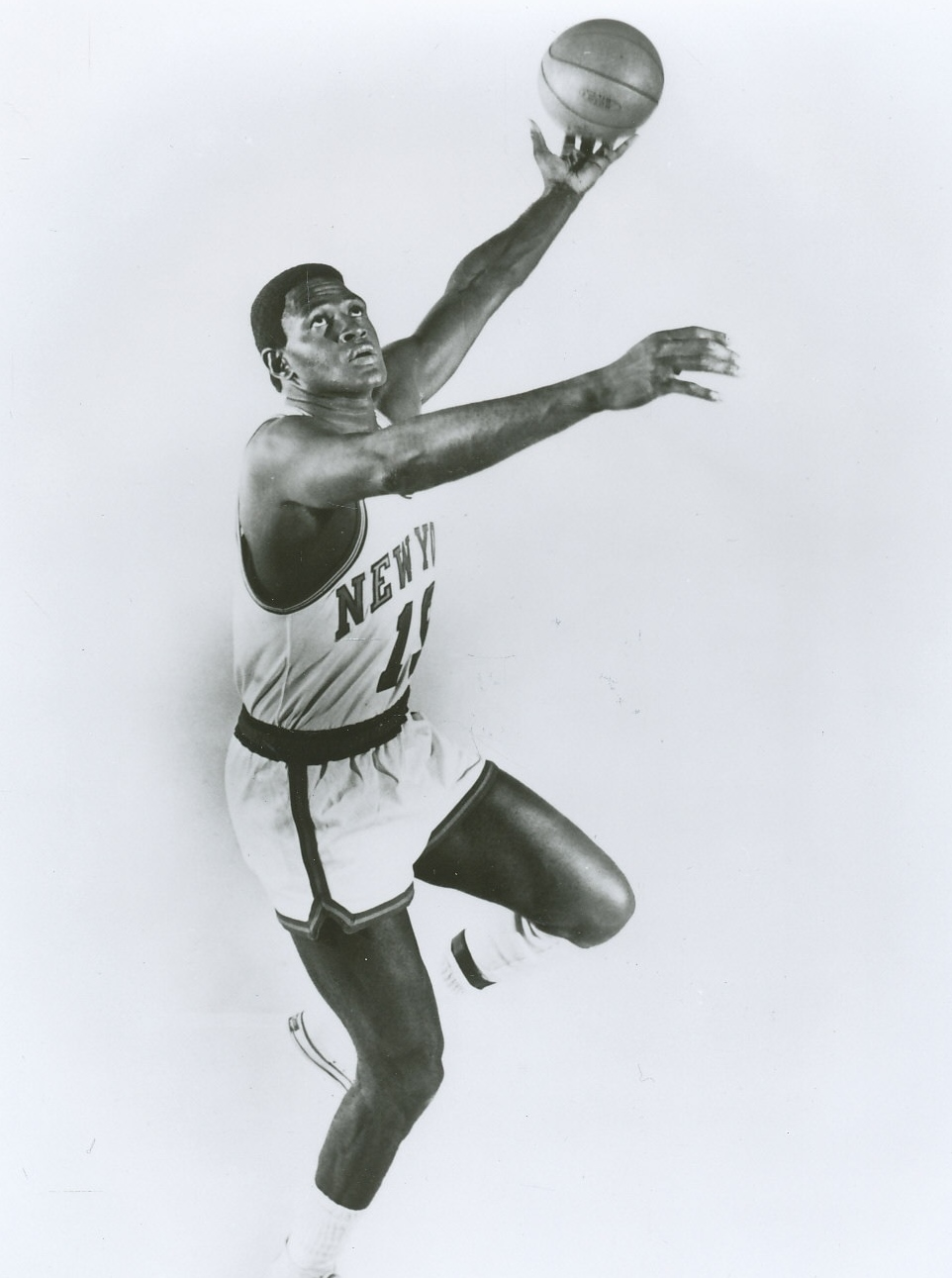
Willis Reed, sélectionné en 1964.

| Année | Tour             | Choix            | Nom du joueur          | Provenance                          |
| ----- | ---------------- | ---------------- | ---------------------- | ----------------------------------- |
| 2024  | 1                | 24               | Kyshawn George         | Hurricanes de Miami                 |
| 2024  | 1                | 25               | Pacôme Dadiet          | Ratiopharm Ulm (Allemagne)          |
| 2024  | 2                | 38               | Ajay Mitchell          | Gauchos de l'UC Santa Barbara       |
| 2022  | 1                | 11               | Ousmane Dieng          | New Zealand Breakers (Australie)    |
| 2022  | 2                | 42               | Trevor Keels           | Blue Devils de Duke                 |
| 2021  | 1                | 19               | Kai Jones              | Volunteers du Tennessee             |
| 2021  | 1                | 21               | Keon Johnson           | Wildcats de Villanova               |
| 2021  | 2                | 32               | Jeremiah Robinson-Earl | Longhorns du Texas                  |
| 2021  | 2                | 58               | Jericho Sims           | Longhorns du Texas                  |
| 2020  | 1                | 8                | Obi Toppin             | Flyers de Dayton                    |
| 2020  | 1                | 23               | Leandro Bolmaro        | FC Barcelone (Espagne)              |
| 2019  | 1                | 3                | R. J. Barrett          | Blue Devils de Duke                 |
| 2019  | 2                | 55               | Kyle Guy               | Cavaliers de la Virginie            |
| 2018  | 1                | 9                | Kevin Knox             | Wildcats du Kentucky                |
| 2018  | 2                | 36               | Mitchell Robinson      | Chalmette High School               |
| 2017  | 1                | 8                | Frank Ntilikina        | SIG Strasbourg (France)             |
| 2017  | 2                | 44               | Damyean Dotson         | Cougars de Houston                  |
| 2017  | 2                | 58               | Ognjen Jaramaz         | KK Mega Bemax (Serbie)              |
| 2015  | 1                | 4                | Kristaps Porziņģis     | CB Sevilla (Espagne)                |
| 2014  | 2                | 34               | Cleanthony Early       | Shockers de Wichita State           |
| 2014  | 2                | 51               | Thanasis Antetokounmpo | 87ers du Delaware (D-League)        |
| 2013  | 1                | 24               | Tim Hardaway, Jr.      | Wolverines du Michigan              |
| 2012  | 2                | 48               | Kostas Papanikolaou    | Olympiakós (Grèce)                  |
| 2011  | 1                | 17               | Iman Shumpert          | Yellow Jackets de Georgia Tech      |
| 2010  | 2                | 38               | Andy Rautins           | Orange de Syracuse                  |
| 2010  | 2                | 39               | Landry Fields          | Cardinal de Stanford                |
| 2009  | 1                | 8                | Jordan Hill            | Wildcats de l'Arizona               |
| 2008  | 1                | 6                | Danilo Gallinari       | Olimpia Milan (Italie)              |
| 2007  | 1                | 23               | Wilson Chandler        | Blue Demons de DePaul               |
| 2006  | 1                | 20               | Renaldo Balkman        | Gamecocks de la Caroline du Sud     |
| 2006  | 1                | 29               | Mardy Collins          | Owls de Temple                      |
| 2005  | 1                | 8                | Channing Frye          | Wildcats de l'Arizona               |
| 2005  | 1                | 30               | David Lee              | Gators de Floride                   |
| 2005  | 2                | 54               | Dijon Thompson         | Bruins d'UCLA                       |
| 2004  | 2                | 44               | Trevor Ariza           | Bruins d'UCLA                       |
| 2003  | 1                | 9                | Michael Sweetney       | Hoyas de Georgetown                 |
| 2003  | 2                | 30               | Maciej Lampe           | Real Madrid (Espagne)               |
| 2003  | 2                | 39               | Slavko Vraneš          | KK Budućnost Podgorica (Monténégro) |
| 2002  | 1                | 7                | Nenê                   | Vasco da Gama (Brésil)              |
| 2002  | 2                | 36               | Miloš Vujanić          | KK Partizan Belgrade (Serbie)       |
| 2001  | 2                | 38               | Michael Wright         | Wildcats de l'Arizona               |
| 2001  | 2                | 42               | Eric Chenowith         | Jayhawks du Kansas                  |
| 2000  | 1                | 22               | Donnell Harvey         | Gators de Floride                   |
| 2000  | 2                | 39               | Lavor Postell          | Red Storm de St. John's             |
| 1999  | 1                | 15               | Frédéric Weis          | CSP Limoges(France)                 |
| 1999  | 2                | 46               | J. R. Koch             | Hawkeyes de l'Iowa                  |
| 1998  | 2                | 38               | DeMarco Johnson        | 49ers de Charlotte                  |
| 1998  | 2                | 44               | Sean Marks             | Golden Bears de la Californie       |
| 1997  | 1                | 25               | John Thomas            | Golden Gophers du Minnesota         |
| 1996  | 1                | 21               | Dontae' Jones          | Bulldogs de Mississippi State       |
| 1996  | 1                | 19               | Walter McCarty         | Wildcats du Kentucky                |
| 1996  | 1                | 18               | John Wallace           | Orange de Syracuse                  |
| 1994  | 1                | 26               | Charlie Ward           | Seminoles de Florida State          |
| 1994  | 1                | 24               | Monty Williams         | Fighting Irish de Notre-Dame        |
| 1992  | 1                | 20               | Hubert Davis           | Tar Heels de la Caroline du Nord    |
| 1991  | 1                | 12               | Greg Anthony           | Rebels d'UNLV                       |
| 1990  | 1                | 17               | Jerrod Mustaf          | Terrapins du Maryland               |
| 1989  | 2                | 50               | Brian Quinnett         | Cougars de Washington State         |
| 1988  | 1                | 19               | Rod Strickland         | Blue Demons de DePaul               |
| 1988  | 2                | 37               | Greg Butler            | Cardinal de Stanford                |
| 1987  | 1                | 18               | Mark Jackson           | Red Storm de Saint John             |
| 1987  | 2                | 25               | Ron Moore              | West Virginia State                 |
| 1986  | 1                | 5                | Kenny Walker           | Wildcats du Kentucky                |
| 1986  | 2                | 47               | Michael Jackson        | Hoyas de Georgetown                 |
| 1985  | 1                | 1                | Patrick Ewing          | Hoyas de Georgetown                 |
| 1985  | 2                | 47               | Gerald Wilkins         | Mocs de Chattanooga                 |
| 1983  | 1                | 12               | Darrell Walker         | Razorbacks de l'Arkansas            |
| 1982  | 1                | 6                | Trent Tucker           | Golden Gophers du Minnesota         |
| 1982  | 2                | 29               | Scott Hastings         | Razorbacks de l'Arkansas            |
| 1982  | 2                | 34               | Vince Taylor           | Blue Devils de Duke                 |
| 1981  | 2                | 40               | Greg Cook              | Hoosiers de l'Indiana               |
| 1980  | 1                | 12               | Mike Woodson           | Tigers de LSU                       |
| 1980  | 2                | 36               | DeWayne Scales         | Tigers de LSU                       |
| 1979  | 1                | 3                | Bill Cartwright        | Dons de San Francisco               |
| 1979  | 1                | 9                | Larry Demic            | Wildcats de l'Arizona               |
| 1979  | 2                | 21               | Sly Williams           | Rams du Rhode Island                |
| 1979  | 2                | 27               | Reggie Carter          | Red Storm de Saint John             |
| 1979  | 2                | 34               | Kim Goetz              | Aztecs de San Diego State           |
| 1978  | 1                | 4                | Micheal Ray Richardson | Grizzlies du Montana                |
| 1978  | 2                | 32               | John Rudd              | McNeese State                       |
| 1978  | 2                | 34               | Greg Bunch             | Titans de Cal State Fullerton       |
| 1977  | 1                | 10               | Ray Williams           | Golden Gophers du Minnesota         |
| 1977  | 2                | 26               | Glen Gondrezick        | Rebels d'UNLV                       |
| 1977  | 2                | 32               | Toby Knight            | Fighting Irish de Notre-Dame        |
| 1976  | 2                | 25               | Lonnie Shelton         | Beavers d'Oregon State              |
| 1975  | 1                | 9                | Gene Short             | Jackson State                       |
| 1975  | 2                | 26               | Luther Burden          | Utes de l'Utah                      |
| 1975  | 2                | 34               | Larry Fogle            | Golden Griffins de Canisius         |
| 1974  | 2                | 32               | Jesse Dark             | Rams de VCU                         |
| 1973  | 1                | 14               | Mel Davis              | Red Storm de Saint John             |
| 1973  | 2                | 28               | Patrick McFarland      | Hawks de Saint-Joseph               |
| 1972  | 1                | 8                | Tom Riker              | Gamecocks de la Caroline du Sud     |
| 1971  | 1                | 16               | Dean Meminger          | Golden Eagles de Marquette          |
| 1971  | 2                | 34               | Gregg Northington      | Université de l'Alabama             |
| 1970  | 1                | 17               | Mike Price             | Fighting Illini de l'Illinois       |
| 1970  | 2                | 34               | Howie Wright           | Governors d'Austin Peay             |
| 1969  | 1                | 11               | John Warren            | Red Storm de Saint John             |
| 1969  | 2                | 26               | Bill Bunting           | Tar Heels de la Caroline du Nord    |
| 1968  | 1                | 10               | Bill Hosket            | Buckeyes d'Ohio State               |
| 1967  | 1                | 5                | Walt Frazier           | Salukis de Southern Illinois        |
| 1967  | 2                | 17               | Phil Jackson           | Dakota du Nord                      |
| 1966  | 1                | 1                | Cazzie Russell         | Wolverines du Michigan              |
| 1966  | 2                | 11               | Henry Akin             | Morehead State                      |
| 1965  | Territorial pick | Territorial pick | Bill Bradley           | Tigers de Princeton                 |
| 1965  | 1                | 3                | Dave Stallworth        | Shockers de Wichita State           |
| 1965  | 2                | 10               | Dick Van Arsdale       | Hoosiers de l'Indiana               |
| 1965  | 2                | 14               | Hal Blevins            | Arkansas AM&N                       |
| 1964  | 1                | 1                | Jim Barnes             | Miners d'UTEP                       |
| 1964  | 2                | 8                | Willis Reed            | Tigers de Grambling State           |
| 1964  | 2                | 13               | Howard Komives         | Falcons de Bowling Green            |
| 1963  | 1                | 1                | Art Heyman             | Blue Devils de Duke                 |
| 1963  | 2                | 9                | Jerry Harkness         | Ramblers de Loyola                  |
| 1962  | 1                | 2                | Paul Hogue             | Bearcats de Cincinnati              |
| 1962  | 2                | 9                | John Rudometkin        | Trojans d'USC                       |
| 1961  | 1                | 2                | Tom Stith              | Bonnies de Saint Bonaventure        |
| 1961  | 2                | 10               | Whitey Martin          | Bonnies de Saint Bonaventure        |
| 1960  | 1                | 3                | Darrall Imhoff         | Golden Bears de la Californie       |
| 1960  | 2                | 10               | Dave Budd              | Demon Deacons de Wake Forest        |
| 1960  | 2                | 11               | Kelly Coleman          | Panthers du Kentucky                |
| 1959  | 1                | 5                | Johnny Green           | Spartans de Michigan State          |
| 1958  | 1                | 3                | Mike Farmer            | Dons de San Francisco               |
| 1958  | 1                | 4                | Pete Brennan           | Tar Heels de la Caroline du Nord    |
| 1958  | 2                | 11               | Joe Quigg              | Tar Heels de la Caroline du Nord    |
| 1957  | 2                | 13               | Larry Friend           | Golden Bears de la Californie       |
| 1957  | 1                | 5                | Brendan McCann         | Bonnies de Saint Bonaventure        |
| 1956  | 1                | 4                | Ronnie Shavlik         | Wolfpack de North Carolina State    |
| 1956  | 2                | 11               | Gary Bergen            | Utes de l'Utah                      |
| 1955  | 1                | 4                | Kenny Sears            | Broncos de Santa Clara              |
| 1955  | 2                | 11               | Jerry Mullen           | Dons de San Francisco               |
| 1954  | 1                | 8                | Jack Turner            | Hilltoppers de Western Kentucky     |
| 1954  | 2                | 17               | Richie Guerin          | Gael d'Iona                         |
| 1953  | Territorial pick | Territorial pick | Walter Dukes           | Pirates de Seton Hall               |
| 1953  | 2                | 9                | Don Ackerman           | Blackbirds de Long Island           |
| 1953  | 2                | 15               | Neil Gordon            | Furman                              |
| 1952  | 1                | 5                | Ralph Polson           | Whitworth                           |
| 1951  | 1                | 6                | Ed Smith               | Crimson d'Harvard                   |
| 1951  | 2                | 15               | Roland Minson          | Cougars de BYU                      |
| 1950  | 1                | 6                | Irwin Dambrot          | CCNY                                |
| 1950  | 2                | 17               | Herb Scherer           | Blackbirds de Long Island           |
| 1949  | 1                | 7                | Dick McGuire           | Red Storm de Saint John             |
| 1948  | 1                | 4                | Dolph Schayes          | Violets de NYU                      |
| 1947  | 1                | 5                | Dick Holub             | Blackbirds de Long Island           |